# My Hero
«My Hero» (укр. Мій герой) — третій сингл з альбому рок-гурту Foo Fighters The Colour and the Shape, що вийшов 1997 року.

## Про пісню
Після створення гурту Foo Fighters, його засновник Дейв Ґрол та інші музиканти провели у гастролях 15 місяців, протягом яких вони не тільки грали пісні з дебютної платівки, але й виконували новостворені пісні, зокрема «Enough Space», «Up In Arms», «My Poor Brain» та «My Hero». Повернувшись з турне, Дейв Ґрол вирішив записати зі своїми музикантами «великий, справжній рок-альбом», який би відрізнявся від його попередніх сольних зусиль, створених на швидку руку в стилі панк-року.
Пісню «My Hero» було написано ще в липні 1995 року, і за три дні презентовано на концерті в Ванкувері. Ґрол з дитинства захоплювався рок-музикою, поважаючи Kiss, Rush або The Beatles, але справжніми героями для нього завжди залишалися його близькі та рідні, тому ця пісня була присвячена «надійним звичайним людям, на яких можна покластися». Попри відсутню автобіографічність, композицію вважали своєрідним присвяченням загиблому фронтмену «Nirvana» Курту Кобейну. Пісня вирізняється насиченою барабанною партією та переходами між більш спокійними та емоційними фрагментами, характерними для емо-панку.
«My Hero» стала третім синглом з The Colour and the Shape, який вийшов на початку 1998 року. Музичне відео, яке зняв Дейв Ґрол, відповідає змісту пісні, в якій співається про «звичайних героїв», простих людей, здатних на виняткові вчинки. Персонаж кліпу — звичайна людина з вулиці, чиє обличчя ми не бачимо, — вбігає в охоплений пожежею будинок, всередині якого грають Foo Fighters, та ризикуючи життям виносить з нього спочатку дитину, потім песика і нарешті фотографію в рамці. Пісня потрапила до хіт-параду мейнстримного року Billboard, досягнувши 8 місця, та загалом провела у чарті 26 тижнів.